# 乙酰氟
乙酰氟（Acetyl fluoride）也為氟化乙醯，是一種酰卤，化學式為C2H3FO。其化學式常簡稱為AcF，乙酰氟是無色液體，可溶於水，也以溶於有機試劑，具有腐蚀性。

## 合成
乙酰氟可用氟化氫和乙酸酐反應而得。副產物為乙酸。
HF + (CH3CO)2O → CH3CO2H + CH3COF
乙酰氟也可以在冰醋酸或是乙酸酐下，用乙酰氯和氟化鋅或氟化鉀製備：
KF + CH3COCl → CH3F + KCl